# Gorewood
Gorewood var en civil parish från 1858 till 1933 då den blev en del av Minterne Magna, i grevskapet Dorset, i England. Civil parish var belägen 16 km från Dorchester och hade 0 invånare år 1931.